# Passiflora aurantia
Passiflora aurantia heeft bloemen die zich, in tegenstelling tot de meeste andere passiebloemen, niet volledig openen. Ook is dit een van de weinige passiebloemen waarvan de bloemen niet een dag geopend zijn, maar wel drie tot vier dagen. In deze dagen verkleurt de bloem van lichtgeel via oranje naar rood. Omdat de bloemen aan een enkele plant niet tegelijkertijd opengaan, kunnen zich aan een plant verschillend gekleurde bloemen bevinden.
De stengels worden tot 5 cm lang. In de bladoksels ontspringen de ranken die daar worden geflankeerd door de steunblaadjes. De bladsteel is tot 4 cm lang. Het blad is afwisselend geplaatst, drielobbig en tot 10 × 13 cm groot. De bloemen zijn 5–11 cm breed. De kelkbladeren en de kroonbladeren zijn beiden 2–4,5 cm lang. De corona bestaat uit twee rijen, de buitenste rij is roodachtig paars tot dieprood en de binnenste rij is korter en paars of rood. De vrucht is bolvormig en circa 5 cm groot. Hij verkleurt tijdens het rijpingsproces van lichtgroen naar paars.
Passiflora aurantia komt van nature voor in zuidelijk en oostelijk Australië, Fiji, Maleisië, Nieuw-Guinea, Samoa en verschillende kleine eilanden in de Grote Oceaan. De plant groeit hier op zanderig leem of op kalkrotsen aan de rand van regenwouden, waar voedingsarme gronden voorkomen.
Passiflora aurantia vormt samen met de soorten Passiflora cinnabarina en Passiflora herbertiana de sectie Disemma. Deze drie soorten komen van nature voor in Australië, waar ook Hollrungia aurantioides, een ander lid van de familie Passifloraceae van nature voorkomt.
In België en Nederland kan Passiflora aurantia in de broeikas of in de vensterbank worden gehouden. De plant moet niet in te overdadig vruchtbare potgrond worden gehouden, omdat een te hoog gehalte aan nitraten ervoor zorgt dat de plant slechts bladeren vormt en geen bloemen. De plant kan vermeerderd worden door zaaien en stekken.

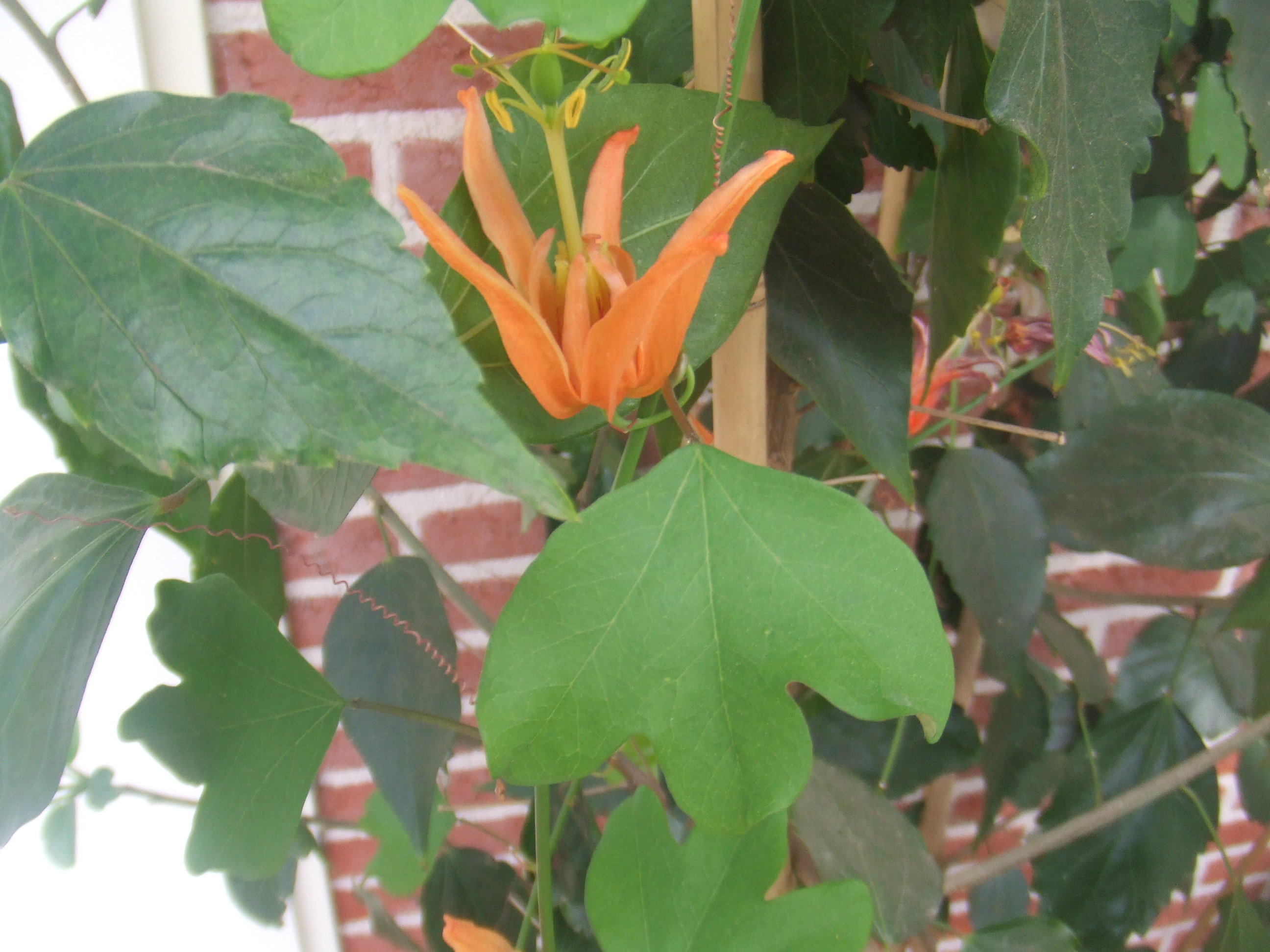

... · 
P. alata · 
P. aurantia · 
P. biflora · 
P. caerulea (Blauwe passiebloem) · 
P. citrina · 
P. coccinea · 
P. coriacea · 
P. edmundoi · 
P. edulis · 
P. edulis forma edulis · 
P. edulis forma flavicarpa · 
P. foetida · 
P. gibertii · 
P. herbertiana · 
P. incarnata · 
P. jorullensis · 
P. kermesina · 
P. laurifolia · 
P. ligularis · 
P. lindeniana · 
P. loefgrenii · 
P. lutea · 
P. morifolia · 
P. murucuja · 
P. organensis · 
P. picturata · 
P. punctata · 
P. quadrangularis · 
P. racemosa · 
P. rubra · 
P. serratifolia · 
P. suberosa · 
P. subpeltata · 
P. tarminiana · 
P. tulae · 
P. vitifolia · 
P. xishuangbannaensis · 
P. yucatanensis · 
...